# Сидер Флорин
Сидер Петров Флорин е известен български преводач от английски и руски и теоретик на превода.

## Биография
Сидер Флорин е роден в Екатеринослав, Южна Русия (днес — Днипро, Украйна) през 1912 г. Завършва Американския колеж в Симеоново през 1931 г. и учи финанси и администрация в Свободния университет-днес УНСС (1931 – 1937).
След това биографията му е богата на събития: „...американската авантюра, затвор, народен съд, след оправдаването – концлагер, изселване от София и полугладно съществуване с жена и две дъщери в Търново.“
През 1974 г. става учредител на Съюза на преводачите в България и създател на научната му секция „Теория, история и критика на превода“.

## Творчество
Първите си стихове Флорин публикува в списанието „Рилски шепот“, на което е редактор от 1927 до 1929 и главен редактор 1930 – 1931.
Сред авторите, които Флорин превежда на български, са Хенри Лонгфелоу, Джек Лондон, Оскар Уайлд, Чарлс Дикенс, Алексей Толстой и други. Капиталният му труд „Непреводимото в превода“ в съавторство със Сергей Влахов е издаден първо на руски („Непереводимое в переводе“) през 1980, 1986 и 2006 г., а на български – през 1990 г. Този труд се сочи като задължителен при подготовката на преводачи в Русия и се цитира в почти всяко изследване на тема превод. С този труд се развива теоретически понятието за „реалии“ в текста и възможността те да бъдат адекватно предадени на друг език.